# Municipio de Mountain (condado de Van Buren)
El municipio de Mountain (en inglés: Mountain Township) es un municipio ubicado en el condado de Van Buren en el estado estadounidense de Arkansas. En el año 2010 tenía una población de 390 habitantes y una densidad poblacional de 3,2 personas por km².

## Geografía
El municipio de Mountain se encuentra ubicado en las coordenadas 35°38′39″N 92°36′37″O / 35.64417, -92.61028. Según la Oficina del Censo de los Estados Unidos, el municipio tiene una superficie total de 121.85 km², de la cual 121,67 km² corresponden a tierra firme y (0,14 %) 0,18 km² es agua.

## Demografía
Según el censo de 2010, había 390 personas residiendo en el municipio de Mountain. La densidad de población era de 3,2 hab./km². De los 390 habitantes, el municipio de Mountain estaba compuesto por el 97,18 % blancos, el 0,26 % eran amerindios, el 0,26 % eran asiáticos, el 0,51 % eran de otras razas y el 1,79 % eran de una mezcla de razas. Del total de la población el 0,51 % eran hispanos o latinos de cualquier raza.